# محافظة ساموت ساخون
محافظة ساموت ساخون (بالتايلاندية:สมุทรสาคร) و(بالإنكليزية:Samut Sakhon) هيَ واحدة من محافظات تايلاند الخمس والسبعين، تجاور في الغرب والشمال ساموت سونغخرام ومن الشرق وراتشابوري وناخون باتوم.

## التسمية
التسمية مستمدة من اللغة السنكرية (لغة سنسكريتية)، كلمة ساموت تعني المحيط وكلمة ساخوم تعني البحيرة.

## الجغرافيا
تقع ساموت ساخوم علي مصب نهر كولنج في خليج تايلاند النهر متفرع من نهر تشاو فرايا.

## التاريخ
تاريخيا كانت المنطقة تسمي ثاتشين وكانت ميناء بحري ويرجع تاريخ تأسيس المنطقة الي 1548.

## التقسيمات الادارية
تنقسم المحافظة الي 3 اقسام و 40 بلدية و 288 قرية.
| 1. موانج ساموت ساخوم 2. كراثوم باين 3. بان فايو |